# 夜店之王 (歌曲)
《夜店之王》（英語：Club Can't Handle Me）是由美國唱片藝術家佛罗·里达創作的一首歌曲，由法國製片人大衛·庫塔和妮可·舒辛格（未經認證）組成。

## 外部連結
- YouTube上的"Club Can't Handle Me" music video